# Rose Adam
 (septembre 2012).
Si vous disposez d'ouvrages ou d'articles de référence ou si vous connaissez des sites web de qualité traitant du thème abordé ici, merci de compléter l'article en donnant les références utiles à sa vérifiabilité et en les liant à la section « Notes et références ».
Rose Adam (née le 2 août 1999) est une actrice québécoise.
Elle joue Julyanne Demers dans Le Journal d'Aurélie Laflamme, la sœur de Kat, meilleure amie d'Aurélie. Elle a fait ses études secondaires à l'école secondaire de la Ruche à Magog,QC
Elle est la nièce du styliste Jean Airoldi.

## Filmographie et scène
- 2008 : Nos étés (série télé) : Anik-Soleil[2]
- 2009 : 1981 : Nadia Trogi[3]
- 2010 : Le Journal d'Aurélie Laflamme : Julyanne
- 2007-2013 : La Galère (série télé) : Elle[2]
- Horrorarium (pièce télévisée) : Betty[2]
- 2014 : 1987 : Nadia Trogi
- 2016 : Les 4 haïssables (humour sur scène)[4]
- 2017 : Trop (série télé) : Magalie-Rose
- 2018 : Charlotte a du fun : Aube [5]
- 2018 : 1991 : Nadia Trogi
- 2024 : 1995 : Nadia Trogi